# Mala Grabovnica (Leskovac)
Mala Grabovnica je naselje u gradu Leskovcu, Jablanički upravni okrug, Srbija. Prema popisu iz 2022. godine u Maloj Grabovnici je živjelo 211 stanovnika.